# 威诺格拉德模式挑战
威诺格拉德模式挑战（英語：Winograd Schema Challenge，缩写）是多伦多大学计算机科学家赫克托·莱韦斯克提出的机器智能测试。该测试试图改进传统的图灵测试，通过向机器询问特别设计的选择题来检测其智能。
这些问题都包含一种特殊结构，被称为“威诺格拉德模式”（Winograd Schema），其名称源于斯坦福大学计算机科学家特里·威诺格拉德。机器需要识别问题中的前指关系（anaphora），即指出问题中某一代词的先行词。为了正确回答问题，机器需要要拥有常识推理的能力。
一个威诺格拉德模式的例子为：
|  | 市议会拒绝给示威者颁发许可，因为他们[担心/宣扬]暴力。 |

当这句陈述中使用“担心”一词时，前面的“他们”指的是市议会。而当使用“宣扬”一词时，“他们”所指的则变成了示威者。人类通过常识可以很简单地看出两种情况下“他们”所指分别为何，但对于机器而言这个问题则十分困难。
Nuance通讯公司宣布于2014年起赞助举办每年一度的威诺格拉德模式挑战赛，冠军奖金为25000美元。 但是，目前Nuance通讯公司已经不再赞助这项挑战。